# بسجس
بسجس هي بلديات فرنسا فرنسا وتتبع كانتون بسجس، وغارد . وهي عاصمة كانتون بسجس ‏ . بلغ عدد سكانها 3,024 نسمة في 2013 . تبلغ مساحتها 10.32 كيلومتر مربع. ورمزها البريدي هو 30160 .

## الموقع
تشترك في الحدود مع:
- Bordezac [الإنجليزية]‏
- Molières-sur-Cèze [الإنجليزية]‏
- Peyremale [الإنجليزية]‏
- Meyrannes [الإنجليزية]‏
- Courry [الإنجليزية]‏
- Gagnières [الإنجليزية]‏
- Robiac-Rochessadoule [الإنجليزية]‏.

## أعلام
- ليونيد بليوشتش
- بيير جوغيه